# Пентакор: владыки граней
Пентакор: владыки граней — российская игра в жанре MMOG (Massively Multiplayer Online Game). Игра идёт в реальном времени круглосуточно и без остановки. Идеологически игра является наследником Сферы Судьбы, однако в Пентакоре есть много новых элементов. Одно из ключевых достоинств игры — богатое графическое оформление.
Мир игры основан на древнегреческой мифологии. Каждый игрок управляет своим «замком». На начальном этапе очень важно развитие замка как ресурсной базы для дальнейших действий. Через некоторое время (от недели до месяца-двух) развитие замка отходит на второй план, более важными становятся социальные и военные взаимодействия с другими игроками.
Игра включает в себя элементы стратегии, экономики, добычи ресурсов, социальных взаимодействий, военных действий с использованием армий, а также индивидуальных поединков между игроками и монстрами.
С начала 2007 года коммерческая модель игры была изменена на условно-бесплатную. Сейчас все аккаунты (также называемые «замки») делятся на «жителей» и «граждан». «Жители» ограничены в развитии, производстве и использовании некоторых заклинаний и артефактов. «Гражданство» оплачивается внутриигровой валютой — стронами, которую можно получить в рамках игры или же приобрести за реальные деньги.
В начале 2010 года русская версия игры была закрыта, проект признан неудавшимся. В большинстве это связано с недостаточном финансированием, отсутствия бизнес плана и прямого руководства, в конце своей жизни проект был пущен на самотек. Однако, европейская версия проекта, переданная порталу «Kalicanthus» осталась открытой, и многие игроки из русской версии перешли туда. На данный момент не работает ни одна из версий.